# Archie MacDonald
Donald Archibald „Archie” MacDonald (ur. 23 lutego 1895 w Saasaig, zm. 5 maja 1965 w Inverness) – brytyjski zapaśnik walczący w stylu wolnym. Dwukrotny olimpijczyk. Zdobył brązowy medal w Paryżu 1924 nie wygrywając w turnieju żadnej walki. Piąty w Antwerpii 1920.
- Turniej w Antwerpii 1920

Przegrał z Ernstem Nilssonem ze Szwecji.
- Turniej w Paryżu 1924

Przegrał ze Szwajcarem Henri Wernlim i Amerykaninem Harry Steelem, a w czterech walkach miał wolny los.